# 基瓦尼 (密蘇里州)
基瓦尼（英語：Kewanee）是位於美國密蘇里州新馬德里縣的非建制地區。

## 歷史
基瓦尼的郵局自1907年營運至今。

## 地理
基瓦尼所處的海拔為高於海平面91米（即299英呎），而該地所採用的時區為UTC-6，即北美中部時區（CST）。同時該地設有夏令時間，為UTC-6調快一小時，即UTC-5（CDT）。